# Diplodactylus pulcher
Diplodactylus pulcher är en ödleart som beskrevs av  Franz Steindachner 1870. Diplodactylus pulcher ingår i släktet Diplodactylus och familjen geckoödlor. Inga underarter finns listade i Catalogue of Life.